# Santa Cruz (província do Peru)
Santa Cruz é uma província do Peru localizada na região de Cajamarca. Sua capital é a cidade de Santa Cruz de Succhabamba.

## Distritos da província
- Andabamba
- Catache
- Chancayba-Os
- La Esperanza
- Ninabamba
- Pulan
- Santa Cruz
- Saucepampa
- Sexi
- Uticyacu
- Yauyucan